# Mullach nan Coirean
Der Mullach nan Coirean ist ein als Munro und Marilyn eingestufter, 939 Meter hoher Berg in Schottland. Sein gälischer Name kann in etwa mit Gipfel der Kare übersetzt werden. Er liegt in der Council Area Highland in der südöstlich von Fort William und dem Ben Nevis gelegenen Berggruppe der Mamores. Die Hauptkette der Mamores erstreckt sich in Ost-West-Richtung zwischen dem Glen Nevis und der südlich gelegenen Ortschaft Kinlochleven und weist insgesamt acht Munros auf. Zwei weitere Munros liegen etwas abseits östlich der Hauptkette. Der Mullach nan Coirean ist der niedrigste und westlichste Munro der Mamores.

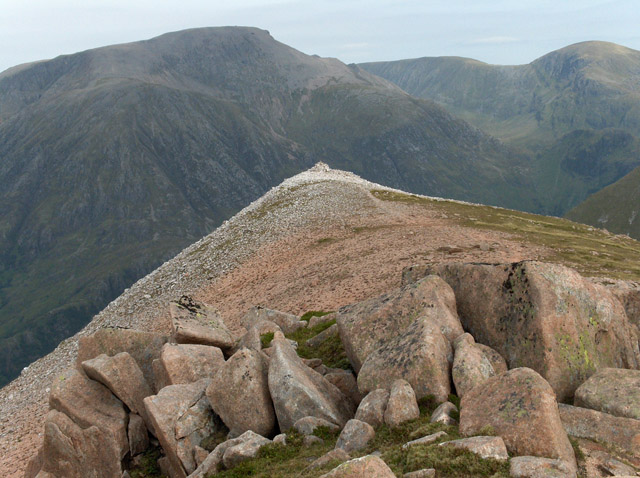
Der Grat östlich des Mullach nan Coirean, im Hintergrund der Ben Nevis (links) und der Aonach Beag (rechts)

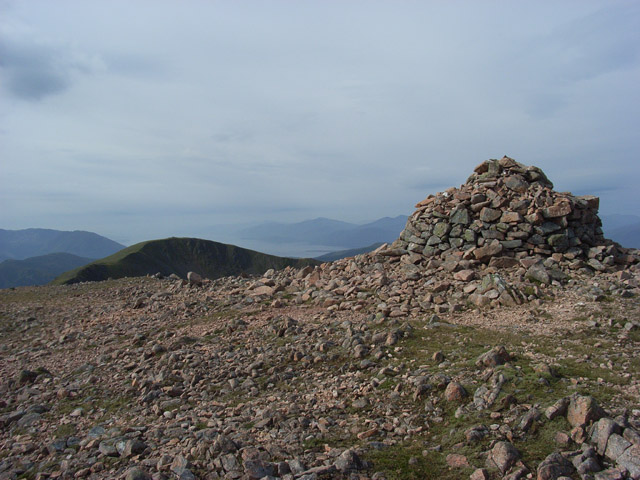
Der Gipfelcairn des Mullach nan Coirean, im Hintergrund der Meall a’ Chaorainn und Loch Linnhe

Anders als die meisten Munros der Mamores besitzt der Mullach nan Coirean keinen ausgeprägten Gipfelkopf. Er ist der höchste Punkt des Hauptkettengrats westlich des Stob Bàn, mit dem er durch seinen Südostgrat verbunden ist. Dieser senkt sich über mehrere niedrigere Zwischengipfel bis auf einen flachen, 846 Meter hohen Bealach ab, an den sich der Stob Bàn anschließt. Der Gipfelcairn des Mullach nan Coirean liegt auf einem breiten Gipfelplateau, der Grat ist in diesem Bereich aufgeweitet. Nach Norden setzt sich der Grat das Plateau zunächst schmaler und flach fort, bis er dann steiler abfällt und sich in einen längeren Grat nach Norden sowie einen kürzeren Nordostgrat aufteilt. Der Nordgrat endet im rund 750 Meter hohen Glas Chreag, der Nordostgrat fällt bis auf unter 400 Meter ab und endet oberhalb des Glen Nevis im Sròn Riabhach. Westlich des Mullach nan Coirean setzt sich der Hauptgrat bis zum 910 Meter hohen westlichen Vorgipfel Meall a’ Chaorainn fort, der die Mamores nach Westen abschließt. Während der Grat des Mullach nan Coirean nach Westen und Süden mit grasigen, lediglich einzelne Schrofen aufweisenden und teils weniger steilen Hängen abfällt, umschließt er das Coire Dearg, das ihn vom Nordgrat des Stob Bàn trennt, mit steilen und felsdurchsetzten Wänden. 
Der kürzeste Zustieg führt vom Parkplatz bei Achriabhach im Glen Nevis unterhalb des Sròn Riabhach vorbei auf den Nordostgrat und diesen entlang zum Gipfelcairn. Viele Munro-Bagger kombinieren eine Besteigung des Mullach nan Coirean mit der des östlichen Nachbarn Stob Bàn in Form einer Rundtour. Vom Gipfel des Mullach nan Coirean führt diese Tour entlang des Hauptgrats der Mamores über den Stob Bàn bis zu einem Bealach östlich des Stob Bàn und durch das Coire a’ Mhusgain wieder zum Ausgangspunkt im Glen Nevis zurück. Alternativ kann die Tour auch in der anderen Richtung begangen werden. 